# Automobiles Louis Ravel
Die SA des Automobiles Louis Ravel war ein französischer Hersteller von Automobilen.

## Unternehmensgeschichte
Louis Ravel gründete 1900 das Unternehmen in Neuilly-sur-Seine und begann mit der Produktion von Automobilen. 1902 endete die Produktion. Zur gleichen Zeit bestand ebenfalls in Neuilly-sur-Seine der Automobilhersteller Joseph et Édouard Ravel, geleitet von Joseph Ravel und Édouard Ravel, einem Cousin von Louis Ravel. 1923 gründeten Louis und Édouard Ravel Automobiles Ravel in Besançon.

## Fahrzeuge
Das einzige Modell war ein Kleinwagen. Für den Antrieb sorgte ein V2-Motor mit 5 PS Leistung. Der Motor war unter der Sitzbank montiert und trieb die Hinterachse an.